# Пятнистохвостый перепелятник
Пятнистохвостый перепелятник (лат. Tachyspiza  trinotata) — вид хищных птиц из семейства ястребиных (Accipitridae). Подвидов не выделяют. Распространён в Индонезии на острове Сулавеси. Спина, шея и крылья серого цвета с синеватым оттенком, спина в белых пятнышках; нижняя шея, грудь и брюхо — белого цвета. Лоб белый. Щёки рыжие. Хвост тёмный, с белыми пятнами сверху.